# Глухар
Тази статия е за птицата глухар. За селото вижте Глухар (село).
Глухарът (Tetrao urogallus) е птица от семейство Фазанови. Среща се и в България.

## Физически характеристики
Едра птица, с размерите на пуйка. Мъжкият е почти изцяло черен, с бял клюн, червени кожни издатъци над очите и бяло в основата на крилете. Женската е пъстра, с маскировъчен цвят и по-дребна. Младите птици приличат по окраска на женската. Излита рязко и силно, но лети лошо, което става понякога причина да се удари в някое стъбло или клон на дърво и да пострада.

## Разпространение
Среща се в планините на повечето страни в Азия и Европа, включително и България, на север е по-широко разпространен и се среща и в равнинни гори. Като цяло предпочита тихи и спокойни иглолистни гори, богати на тревисти полянки, плододаващи храсти, дървета със силни и хоризонтални клони, на които спи, изобилие от вода и не на последно място – мравуняци. В България обитава иглолистни и смесени иглолистни гори от 1000 m н.в. до горната граница на гората в Рила, Стара планина, Пирин и Родопите. В последните години числеността му намалява заради унищожаването на естествения му биотоп и лова.
В миналото глухарът е бил много по-широко разпространен в страната. Негови субфосилни находки са установени не само в планинските райони, но и в Дунавската равнина, Лудогорието и Тракийската низина. вероятно в миналото е населявал по-често и буковите и смесените буково-смърчови гори.

## Начин на живот и хранене
През лятото се храни с плодове, листа, насекоми и много рядко с гущерчета и дребни змии, които търси по земята, и единствено през нощта каца на някой здрав хоризонтален клон, за да спи. През зимата се държи предимно в клоните на дърветата и се храни с игличките на белия бор и смърча. Често гълта камъчета, които са много важни за храносмилането му. Активен е сутрин и привечер.

## Размножаване
Размножителния период започва през март и тогава мъжкият избира подходяща полянка, където токува. Пристига привечер в района и надава няколко крясъка от клона, на който ще спи, за да оповести присъствието си. Призори започва самото токуване, което прави или от клон на дърво, или кацнал върху някой пън. От време на време обикаля района на токуване, където се събират женските, и който е с диаметър между 50 и 100 метра. На моменти е толкова съсредоточен в ритуала, че престава да обръща внимание на звуците и движенията около него и става лесна жертва на хищници и ловци, заради това дълго се е мислело, че оглушава и това „оглушаване“ е дало името на вида. Когато периодът на токуване стигне върховия си момент, мъжкият може да токува почти до вечерта. Глухарят е полигамна птица и мъжкият не полага никакви грижи за малките, по време на токуване понякога покрива до 3 женски за една сутрин. След това женските се оттеглят и приготвят гнездото си. Снася до 10 яйца с белезникавожълт цвят, много подобни на кокошите. Гнездото се намира на земята и представлява плитка ямичка, покрита с клонки и пера. Женската мъти толкова упорито, че може да стане лесно жертва на паднало дърво или хищник, като ястреба кокошкар, вълк или дива свиня. В първите дни след измътването голяма част от малките загиват по ред причини. Както и при другите птици от семейството, малките се излюпват добре развити и много скоро започват да ходят и да се хранят сами.

## Допълнителни сведения
В много страни по света глухарят е ценен ловен обект. Може също така да се опитоми и да привикне с човешкото присъствие. Понякога ловци, намерили гнездо с яйца или пиленце, го отглеждат като дворна птица редом с кокошки и пуйки, които имат сходни навици при хранене и мътене.

## Галерия
Токуващи мъжки глухари в Национален парк и защитена зона „Рила“, България